# 凱爾經的秘密
《凱爾經的秘密》（英語：The Secret of Kells）是一部爱尔兰、法国与比利时三国联合出品的奇幻动画长片。本片由卡通沙龙制作，于2009年2月8日在第59屆柏林国际电影节首映。同月11日在比利时与法国公映，同年3月3日在爱尔兰首映。该片曾获得奧斯卡最佳動畫片獎提名。
2020年12月，《時代雜誌》列出50部在串流媒體撥放適合闔家觀賞的電影（英語：Family Movies）佳片，本片榜上有名。2022年，本片被《IndieWire》列入21世紀最佳41部動畫電影名冊裡，排名第37名。2023年8月，爛番茄整理出「2010年代最佳50部動畫電影排行榜」，Cartoon Saloon出品的《海洋之歌》與《凱爾經的秘密》分別名列該榜單的第17名與第40名。

## 剧情介绍
本片想象了《凱爾經》的起源，该书是一本圣经的泥金裝飾手抄本，已经成为爱尔兰的国宝。故事发生于8世纪，艾伯特·塞拉奇——一位早期基督教修道院凯尔斯修道院院长——一门心思地带领布兰登和其他的修道士维修和加固巨大的城墙，以抵御四处劫掠的维京人的入侵，防止其破坏修道院。他希望他年轻的侄子布兰登对他言听计从。布兰登是修道院撰经阁的学徒，并听说了林迪斯法恩的艾丹——当时世界上最杰出的绘经师——的故事。艾丹致力于制作愛奧那之书，后来维京人破坏了他所在的修道院，他在他的猫潘歌嘭的陪伴下携未完成的书逃到了凯尔斯修道院。尽管布兰登由于叔叔的禁止而对进入树林感到恐惧，但艾丹要求这个男孩去修道院外的树林中寻找栎瘿，用以制作墨水。布兰登最终还是进入树林，并在那里遇到了小仙子阿诗琳。阿诗琳一开始对布兰登有所猜疑，但很快对他以友相待。尽管塞拉奇院长知晓了他潜入森林的事情，并因此禁止他离开修道院，但他仍悄悄违背叔叔的禁令，让艾丹教他图案花饰，让阿诗琳给他介绍更大的世界。
终于布兰登明白，艾丹需要布兰登的帮助。这是由于艾丹的双眼与双手日益衰老，以及艾丹在逃亡路上不慎丢失圣高隆之眼——一个观察万象的特殊放大镜。艾丹说这“眼”是他的前辈从一位凯尔特异教神克鲁姆·库鲁克处得到的。当布兰登尝试从修道院溜出去想拿到别的眼时，塞拉奇抓住了他并将他禁闭于房间里。随后塞拉奇想要没收愛奧那之书未果，勒令艾丹在第二年的春天离开凯尔斯。听到这一切的潘歌嘭冒险进入森林，以寻求阿诗琳的帮助。阿诗琳将潘歌嘭变成一团雾气，从而在院长的房间里取得钥匙，让布兰登重获自由。接着，阿诗琳与布兰登逃至树林。当布兰登告诉阿诗琳得到眼的计划时，阿诗琳恳求他不要这么做。并说她的妈妈就是被克鲁姆杀害的，而且克鲁姆还会再杀害他。布兰登则表示他必须重新得到眼来完成书。最后阿诗琳同意帮助布兰登，设法让他进入克鲁姆的巢穴。经过激烈的打斗，布兰登打败克鲁姆并取得剩下的眼并把它监禁在用粉笔画的圆里，从而使失明的克鲁姆吞噬自己。布兰登用眼离开洞穴，并找到他给阿诗琳的披风。这披风已被整齐的折叠起来，置于阿诗琳为他开路而抬举起的破裂的石头中间。周围布满许多小花，这是阿诗琳顺着自己的足迹留下的，以证明自己幸存了下来。布兰登回到修道院，继续秘密帮助艾丹。
此后不久，维京人来犯。塞拉奇将侄子与艾丹锁在撰经阁中，然后执行他的计划以保护每一个人，岂料失败。布兰登与艾丹设法逃离维京人的屠杀，却在树林里碰到维京人的首领及其喽啰。维京人拆下书本的黄金封面，将书页四散于地面，接着准备杀了无助的二人。就在千钧一发之际，阿诗琳的黑狼向维京人拥去并消灭了维京人。就在二人收拾残余的书页时，作为白狼的阿诗琳出现在布兰登面前。布兰登与艾丹继续周游爱尔兰，并继续制作愛奧那之书。艾丹去世后，成年的布兰登继承了此书，并回到树林，再次见到狼身的阿诗琳，阿诗琳为布兰登指了去修道院的路。上次维京人入侵造成的结果是仅逃入塔中的人，以及深感愧疚的塞拉奇院长幸存。院长一度以为布兰登在屠杀中丧生，不过在院长弥留之际，叔侄二人得以重逢。并且院长最终亲眼看到了已经完成的《凱爾經》。
电影以书中神启之页栩栩如生的画面结束。

## 角色配音
- 伊万·麦克奎尔为主人公布兰登配音。十二岁的布兰登活泼机灵，富于想象力，并有着好奇心。但由于他的叔叔不允许他离开凯尔斯，他过着受限制的生活。他对彩绘艺术十分感兴趣，并花大把时间与其他僧侣们在修道院的撰经阁里。艾丹欣赏他的才华并招他为助手，来完成爱奥那之书。
- 布兰顿·葛利森为艾伯特·塞拉奇配音。他原本是个绘经师，后来却把他的才华用于设计制造城墙御敌。每一个人的安危被他挂在心头，尤其是侄子布兰登的。他认为他的城墙完美无缺，但在最后，修道院陷落，城墙崩塌。
- 克里森·穆尼为阿诗琳配音。阿诗琳是个小仙子，属于达南神族，住在凯尔斯周边的树林，且不喜欢不被欢迎的访客。在故事发生时，她的年龄不太确定，但可能有几百岁。尽管对居住在其树林地下深处的洞里的邪神克鲁姆·库鲁克感到恐惧，但她对布兰登忠诚，并尽她所能帮助布兰登。她有许多魔法能力，并经常化为白狼。在电影一开始，她说话像雷柏·加巴拉·恩（英语：Lebor Gabála Érenn）的卡瑞尔之子图安（英语：Tuan mac Cairill）。「阿诗琳」（Aisling）這個詞在愛爾蘭語中的意思是「夢」[9]:10。
- 米克·拉利为艾丹配音。随着维京人攻陷苏格兰小岛愛奧那島，他携其猫潘歌嘭来到凯尔斯，并招布兰登为助手。
- 利亚姆·休里坎为僧侣棠与利奥纳多配音。这两位绘经师分别来自亚洲与意大利，前者目睹了后来布兰登的回归，后者在大屠杀中丧命。
- 保罗·泰来克（英语：Paul Tylak）为阿苏瓦配音。阿苏瓦来自非洲，在大屠杀中丧命。
- 保罗·扬为斯奎尔配音。斯奎尔来自英格兰，在大屠杀中丧命。

## 奖项与提名
获奖
- 2008年于Directors Finders Series in Ireland获得导演发现奖；
- 2009年于安錫國際動畫影展获最受欢迎动画大奖；
- 2009年于爱丁堡国际电影节获观众奖；
- 2009年于西雅图2D或非2D电影展获罗伊·迪斯尼奖[10]；
- 2009年于汉城国际动漫节（英语：Seoul International Cartoon and Animation Festival）获特奖[11]；
- 2009年于第九届凯奇凯梅动画电影节（英语：Kecskemét Animation Film Festival）获得观众奖，在第六届欧洲动画长片及电视版动画展（英语：Festival of European Animated Feature Films and TV Specials）上获得凯奇凯梅城市奖[12]；
- 2010年于第七届爱尔兰学院奖（英语：7th Irish Film & Television Awards）得最佳动画奖[13]；
- 2010年于英国动画奖获得欧洲动画长片奖[14]；

提名
- 2009年安錫國際動畫影展评委会大奖提名；
- 2009年第二十二届（英语：22nd European Film Awards）歐洲電影獎最佳动画奖提名；
- 2009年第三十七届（英语：37th Annie Award第37届安妮奖）安妮獎最佳动画长片提名；
- 2010年第七届爱尔兰学院奖最佳电影提名；
- 2010年第八十二屆奧斯卡金像獎最佳动画长片提名。

## 条目注释
1. 臺灣公共電視臺播映時譯作《凱爾斯的秘密》，並由弘恩文化發行DVD。
2. ↑  或称《布兰登与凱爾經的秘密》（Brendan and the Secret of Kells）
3. ↑  艾伯特（Abbot）有“男修道院院长”之含义[8]。